# Robinson Crusoe-sziget
A Robinson Crusoe-sziget (spanyolul Isla Robinson Crusoe) egy kis méretű sziget a Csendes-óceán délkeleti részén, a dél-amerikai partok közelében. A Chiléhez tartozó Juan Fernández-szigetek két fő szigetének egyike. Valparaíso kikötővárostól nyugatra 667 km távolságra található. 47,9 km² területével csekély mértékben kisebb, mint a tőle nyugatabbra lévő másik fősziget, az Alejandro Selkirk-sziget. Mielőtt 1966-ban a mai nevét kapta volna, Isla Más a Tierra volt a hivatalos neve, ami magyarul annyit tesz, hogy „a szárazföldhöz közelebb fekvő sziget” – utalva arra, hogy a két fő sziget közül ez van közelebb a kontinenshez.

## Földrajza
A geológiai múlt idején lejátszódott vulkanikus tevékenységnek és az eróziónak köszönhetően a sziget területe hegyvidéki, meredek hegyoldalakkal. A legmagasabb pontja a Cerro El Yunque a 915 méteres magasságával. 
Hosszúsága 12 km, szélessége 3 km. A délnyugati része a keskeny, 6 km hosszúságú Cordon Escarpado-félszigetben végződik. 
A sziget nyugati csúcsa előtt 1,5 km távolságra délre található a szigetcsoport harmadik legnagyobb tagja, a lakatlan Santa Clara-sziget (Isla Santa Clara).

## Flóra és fauna
A Lactoris fernandeziana egy endemikus növényfajta a szigeten, a Lactoris nemzetség egyetlen képviselője és jelenleg vagy egy külön családba, a Lactoridaceae családba sorolják őket, vagy a farkasalmafélék családjába (Aristolochiaceae) sorolják őket. A virágos növények közé tartozó endemikus élőlénye a szigetnek a Gunnera peltata a Gunneraceae családból. és a Juania australis a pálmafélék családjából (Arecaceae). A sziget biodiverzitását a behurcolt idegen fajok, így a patkányok, kecskék vagy a szederbokrok erősen veszélyeztetik.
Endemikus madárfajok a szigeten a Juan Fernández-szigeteki kolibri (Sephanoides fernandensis) és a királygébicsfélék közé tartozó Anairetes fernandezianus.

## A klímaváltozás hatásai
A legtöbb csendes-óceáni szigethez hasonlóan a Robinson Crusoe is ki van téve a klímaváltozás következményeinek. A Nature Climate Change szakfolyóirat egy 2016-os cikke szerint 2090-re előreláthatólag a sziget teljesen ki fog száradni.

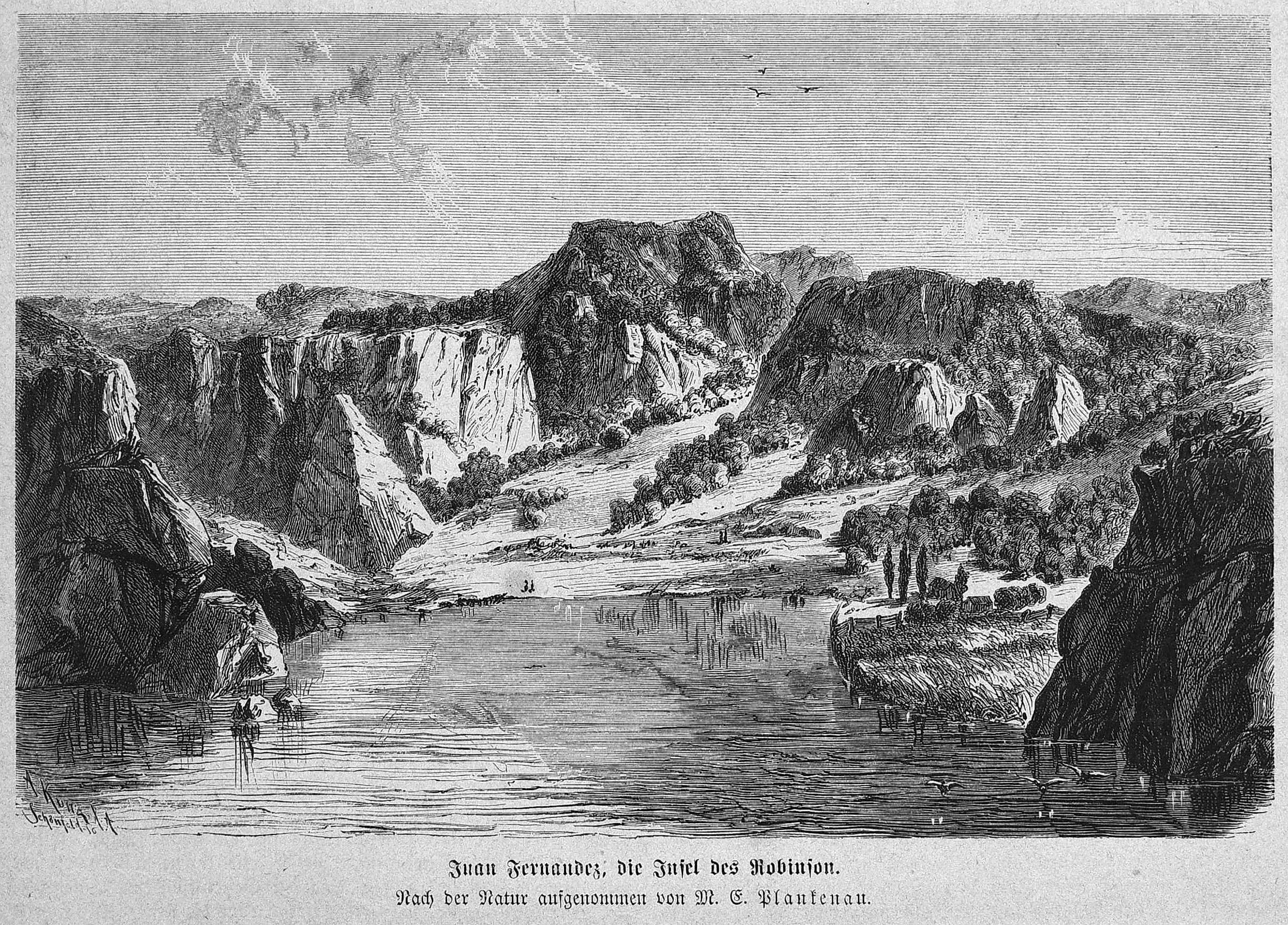
Egy a Robinson szigetéről készült fametszet 1871-ből

## Történelme
A szigetet 1574. november 22-én fedezte fel Juan Fernández spanyol hajóskapitány és a szigetcsoportot őutána nevezték el. 1704-ben a szigeten tették ki Alexander Selkirköt, egy skót tengerészt. Négy évet és négy hónapot élt itt teljes magányban. Az ő történetét vette alapul Daniel Defoe angol író, hogy a világszerte ismertté vált regényét, a Robinson Crusoe-t megírja. 2008-ban egy régészcsoport a szigeten olyan tárgyakat talált, melyek csak egy a korai 18. században élt európai emberé lehettek, mint például egy navigációs körzőt. Feltételezhetően ezek az ő eszközei voltak.
1877 áprilisában a svájci Alfred von Rodt haszonbérleti szerződést kötött és a sziget alprefektusa (Subdelegado) lehetett. Érkezésekor mintegy 60 ember, 100 tehén, 60 ló és körülbelül 7000 Juan-Fernández-kecske élt a szigeten a számtalan fóka mellett. A 400 fókabőrt szállító első hajót azonban a vihar összetörte. Von Rodt feleségül vett egy helyi lakost, Antuquita Sotomayort, akitől hat gyermeke született. A helyiek maguk állítottak elő vajat és sajtot. 1895-ben egy gyár települt ide, mely ürühússal töltött konzerveket állított elő. Ezt követően kezdte el a chilei kormányzat aktívan támogatni a halászatot. A haszonbérleti szerződése lejárta után von Rodtot gyarmati felügyelővé nevezték ki. Emellett ő vitte az erdészeti és halászati ügyeket, de ellátta a bírói, vámtisztviselői és postafőnöki feladatokat is egy személyben. 1905. július 4-én hunyt el rövid betegség után. A leszármazottai azóta egyszerű halászokként élnek. Flora nevű ükunokája vezeti a faluban lévő Barón de Rodt éttermet. A temetőben lévő síremlékén a következő felirat olvasható: Don Alfredo de Rodt – a sziget első gyarmati ura.
Az első világháború idején a falklandi csatából egyedüli német hadihajóként megmenekülő Dresden könnyűcirkáló hosszas rejtőzködés után, üzemanyaga fogytán a szigetnél keresett menedéket, ahol internáltatni akarta magát. Az utána kutató brit cirkálóraj azonban 1915. március 14-én rátalált a Cumberland-öbölben horgonyzó cirkálóra és annak ellenére, hogy semleges területen tartózkodott és nem mutatott harcra késznek, a britek tűz alá vették. A Dresden néhány tengerésze saját kezdeményezésre az egyik ágyúval négy lövést adott le. A Dresden lövetése során – amit a britek jelentős haditettként „Más a Tierra-i csataként” igyekeztek heroizálni – több német tengerész halálát és sebesülését eredményezte. A németek végül maguk süllyesztették el a cirkálót, mivel a britek teljes megadást vártak volna el. Ezután a chileiek internálták őket. Az incidens diplomáciai vitát eredményezett a németek és a britek között.

## Lakosság
A sziget lakossága 843 fő volt 2012-ben és 926 fő 2017-ben. A népesség főként San Juan Bautista településen lakik, a sziget északi felének középső részén és langusztafogásból és turizmusból él. A lakosság rendelkezik néhány járművel és műholdas internetkapcsolattal.
Évente néhány száz turista keresi fel a szigetet. Főként Defoe regényének hősével, Robinson Crusoe-val való kapcsolat miatt látogatják. Emellett a búvárkodás is egyre nagyobb szerepet kap, melynek fő célpontja a parttól kis távolságra elsüllyedt Dresden cirkáló. Ehhez kapcsolódóan a látnivalók közé tartoznak a Cumberland-öböl szikláiban a fel nem robbant brit gránátok által ütött lyukak.
A német cirkáló után nevezték el a település iskoláját (Escuela Dresden). A 2010. február 27-ei chilei földrengés keltette cunami több emberéletet követelt és csaknem az összes épületet elsodorta a szigeten. A tizenkét éves Martina Maturana számos lakónak mentette meg az életét, mikor látva az ár közeledését megkongatta a vészharangot.

## Képek

Képek
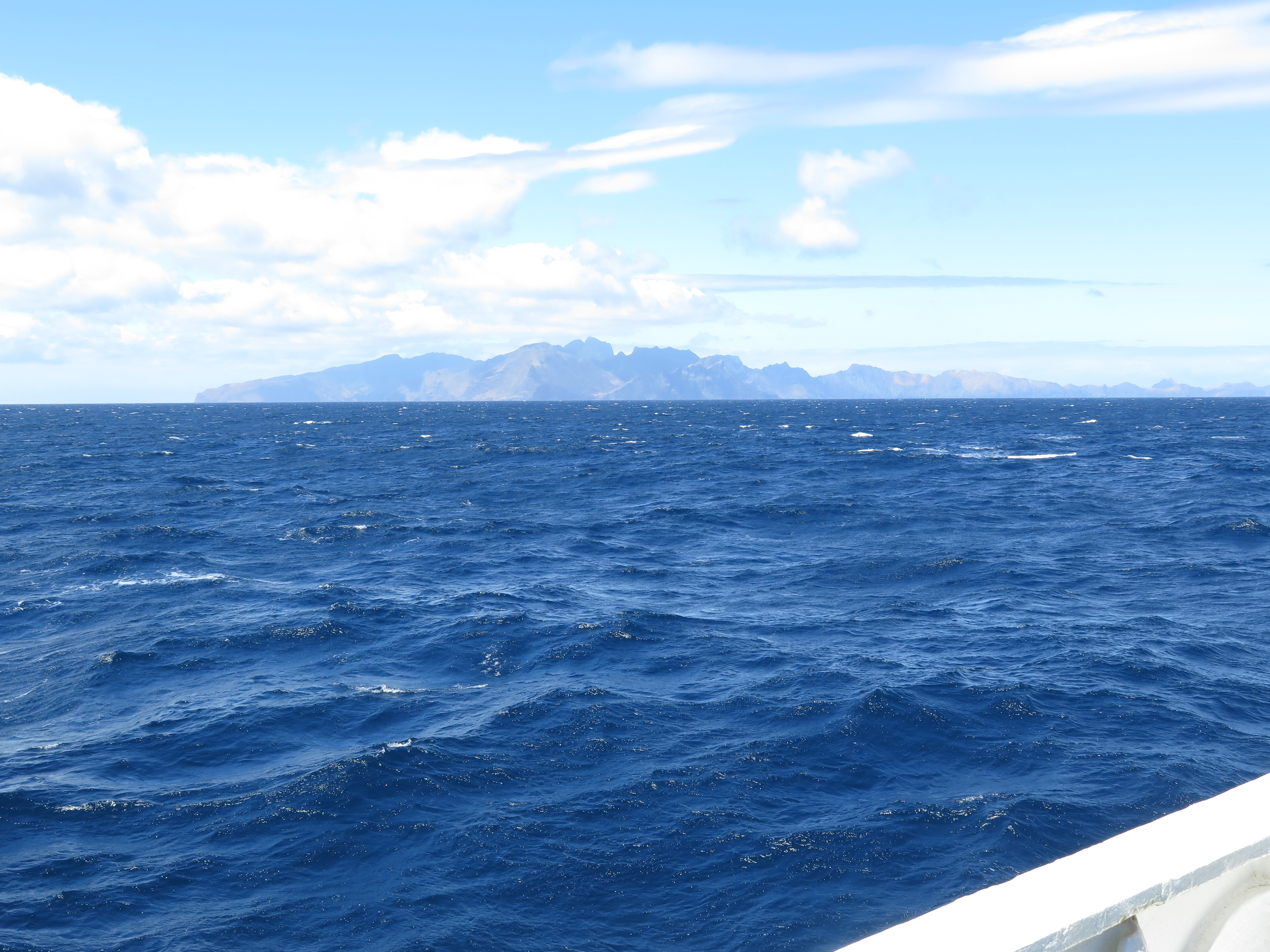
A sziget távolról
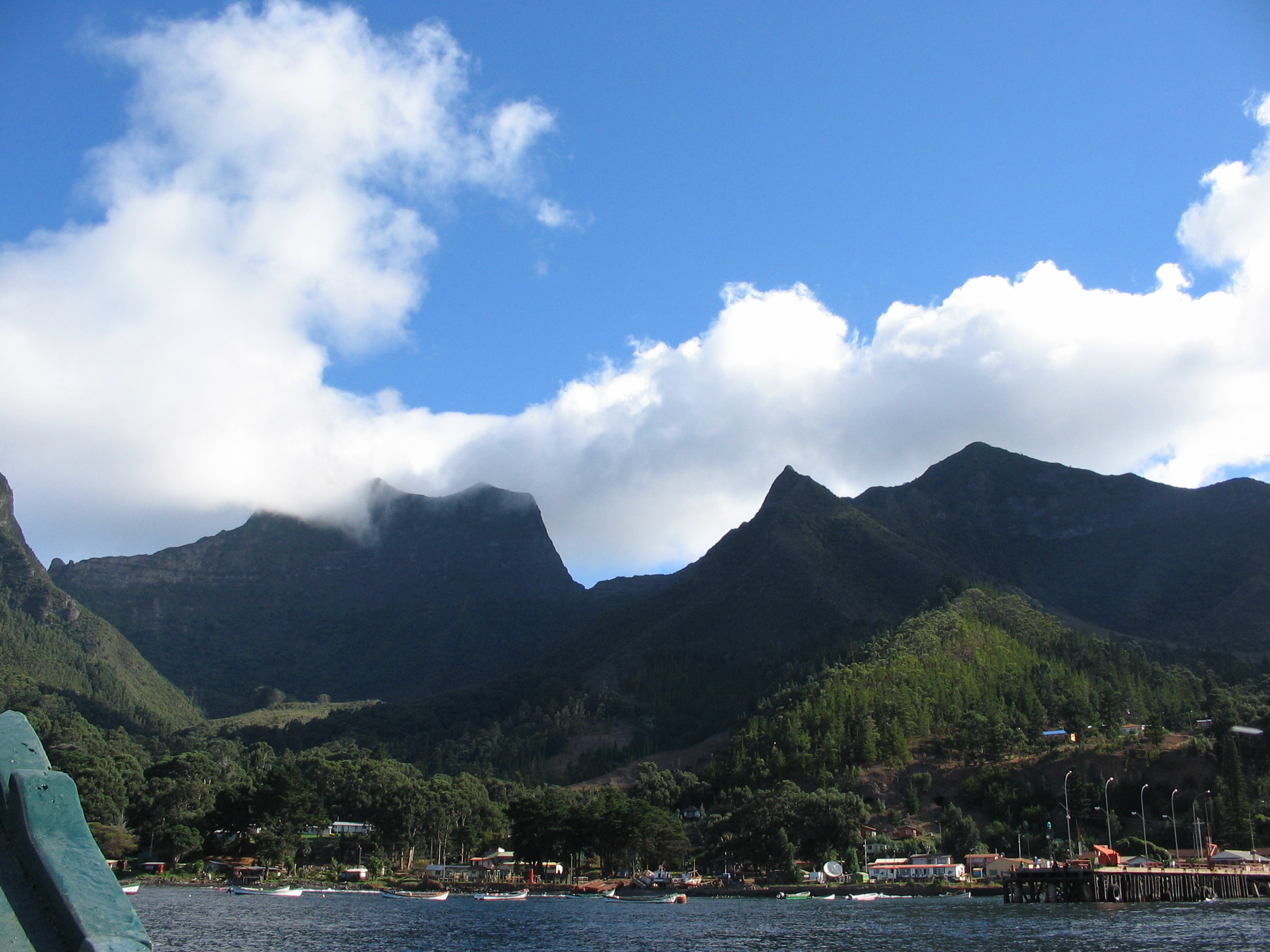
San Juan Bautista
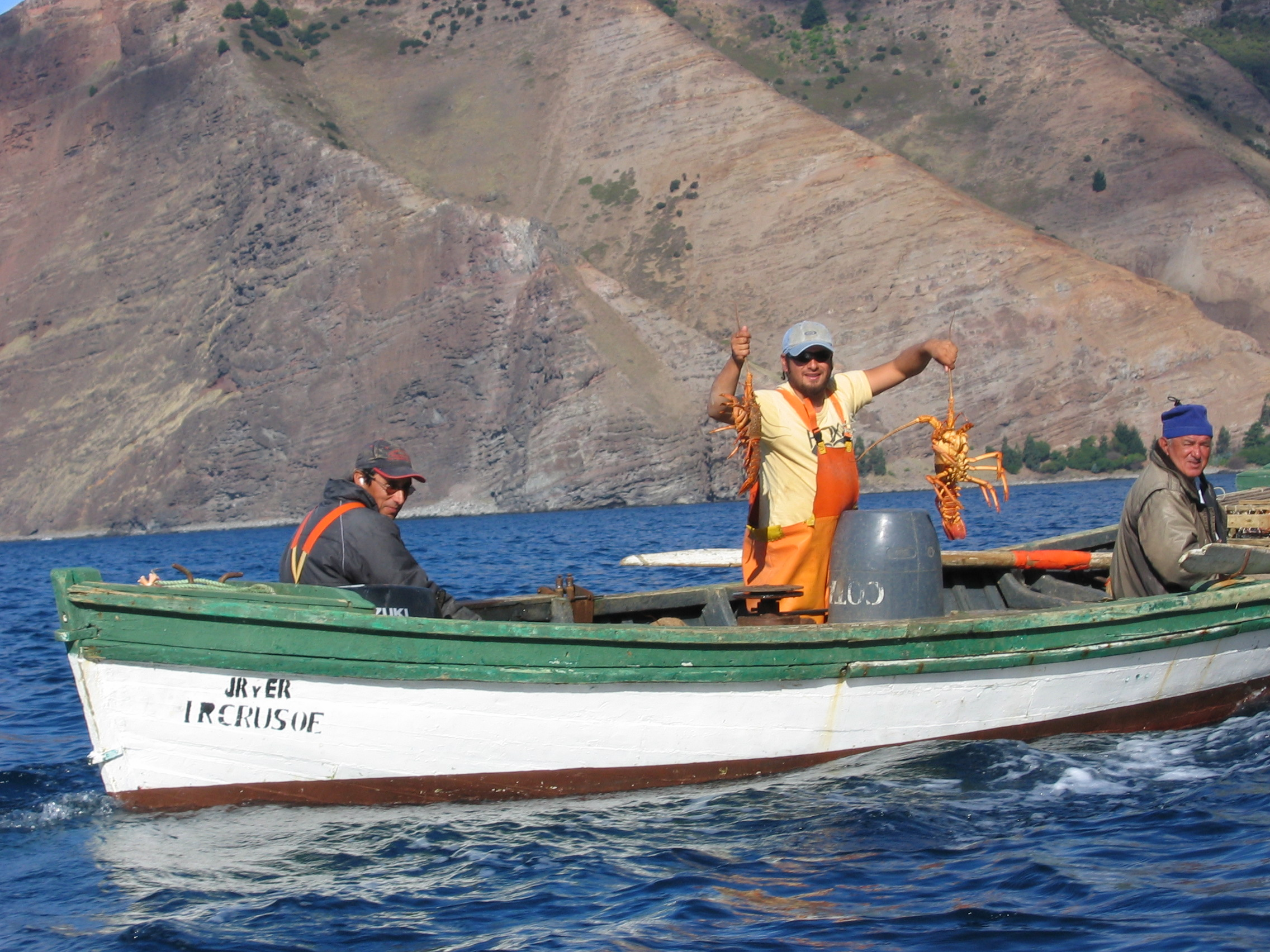
Halászok a part közelében
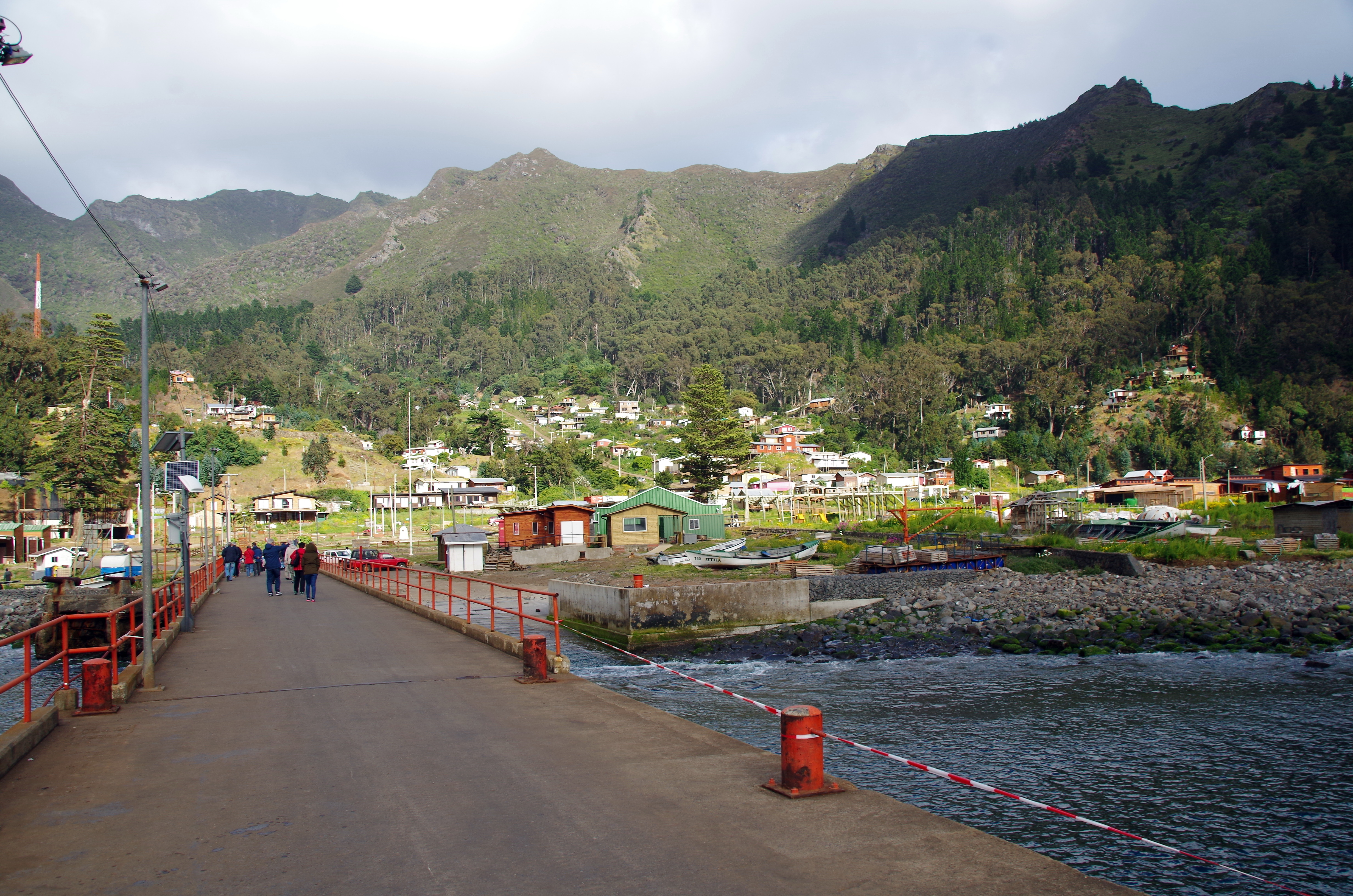
Móló
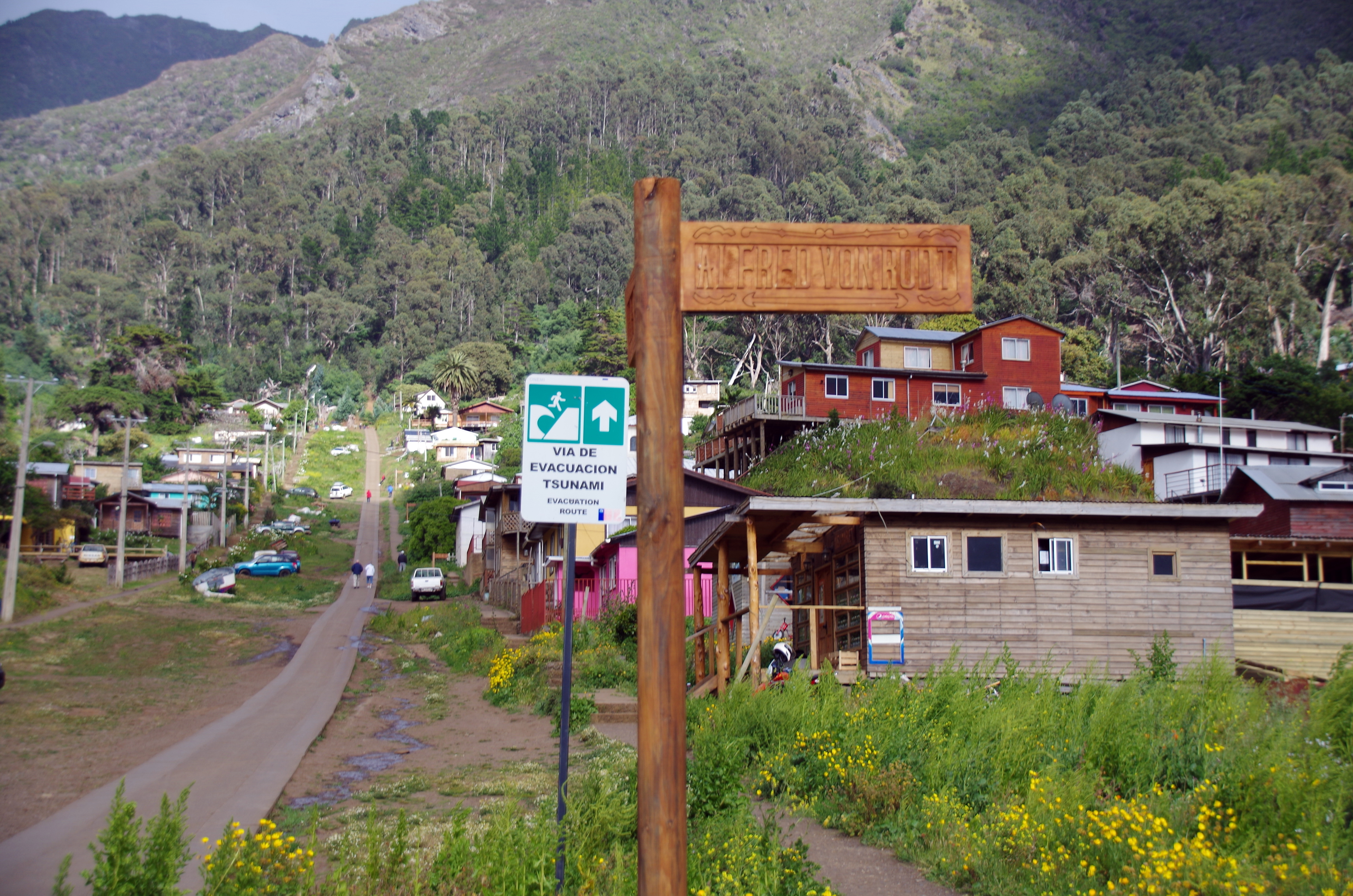
Alfred von Rodt út (cunami esetén evakuációs útvonal)
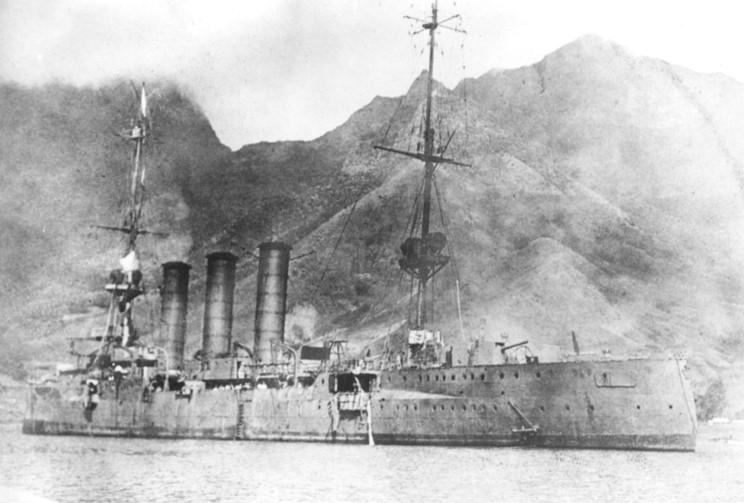
A Dresden elsüllyesztése előtt
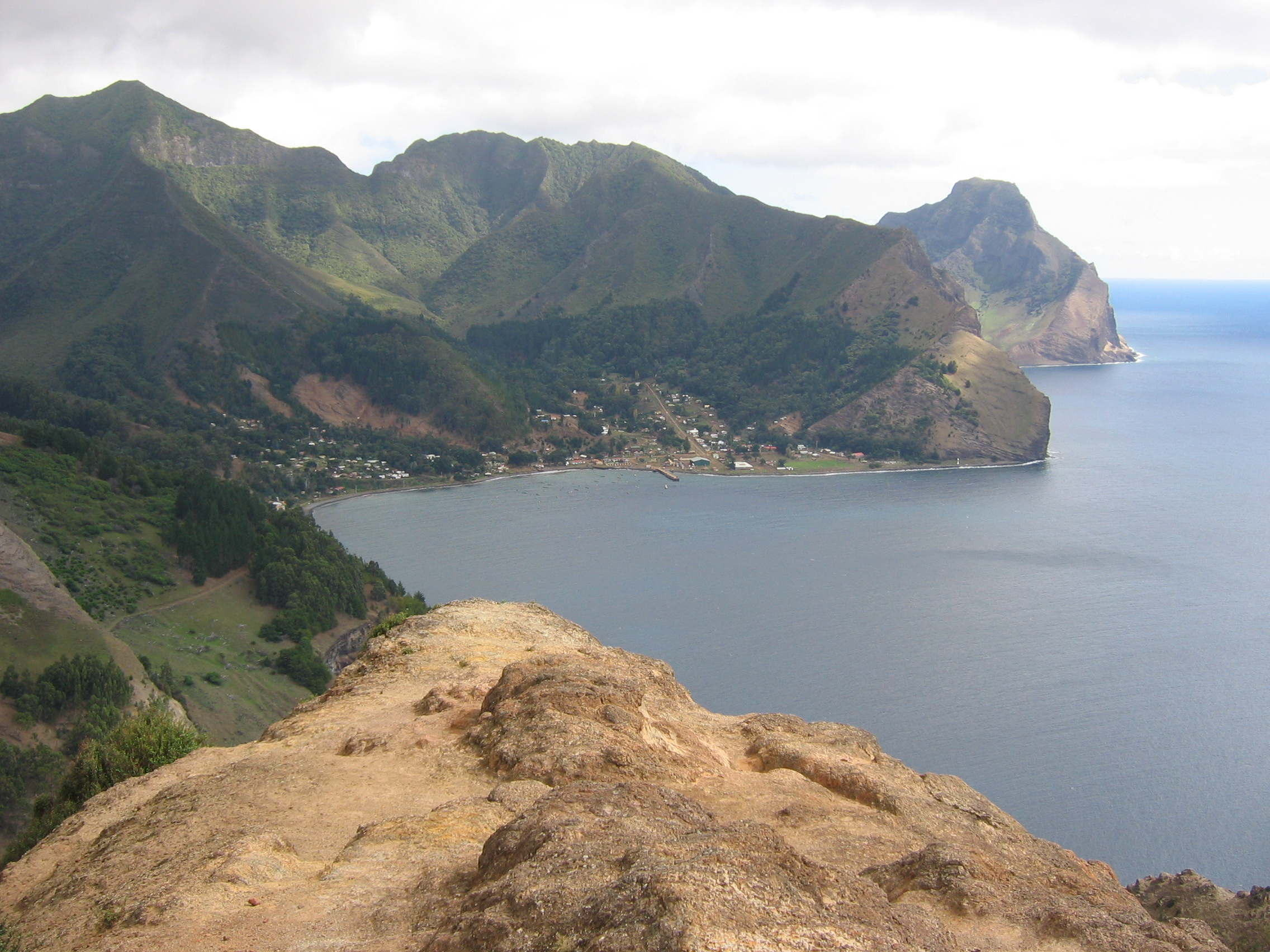
A Cumberland-öböl (jobb oldalán a víz sötét foltja a Dresden cirkáló)
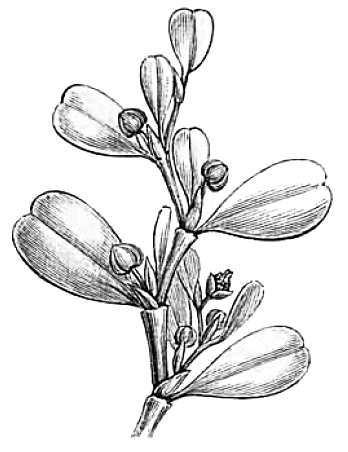
Lactoris fernandeziana
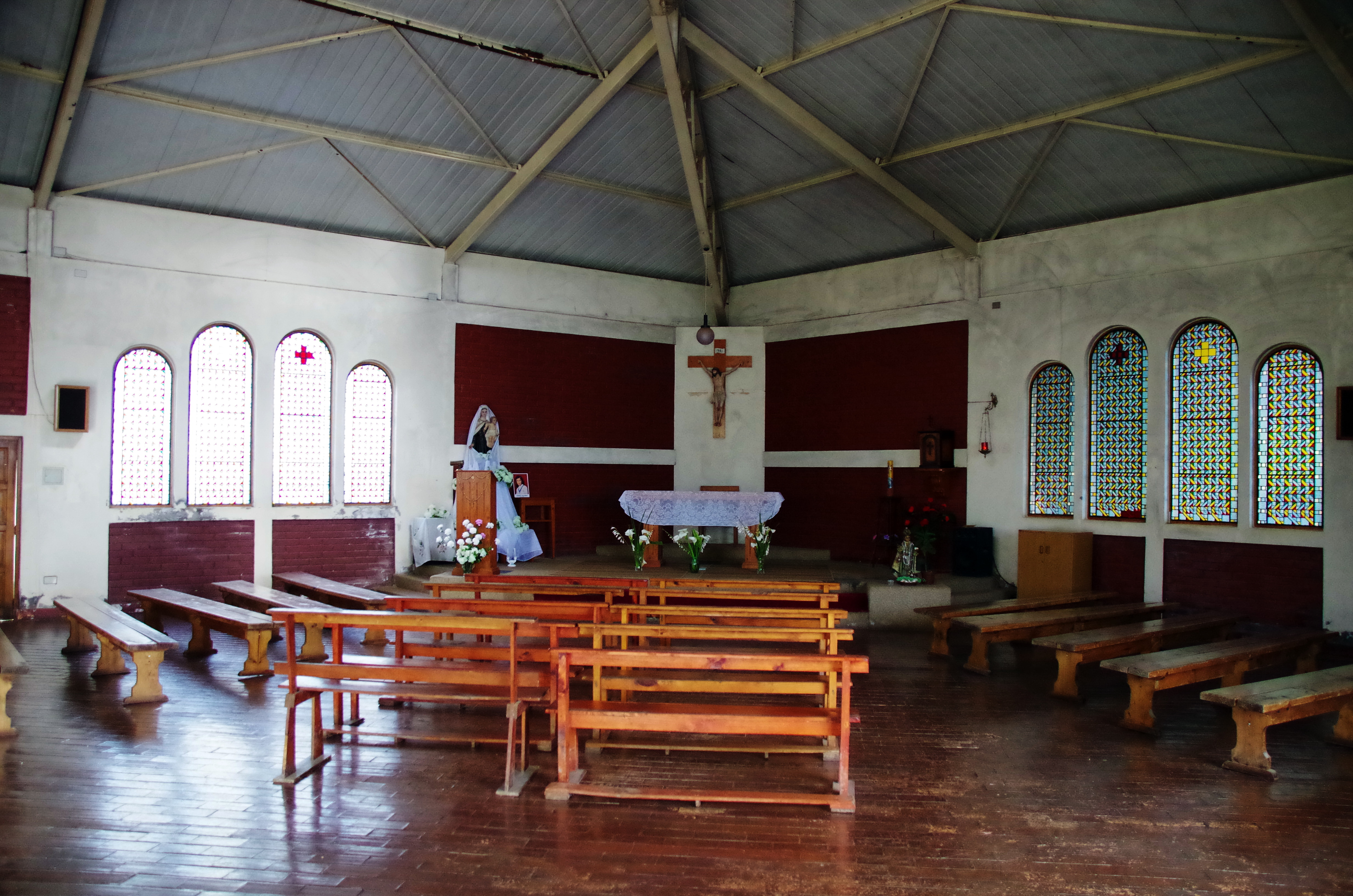
A templom
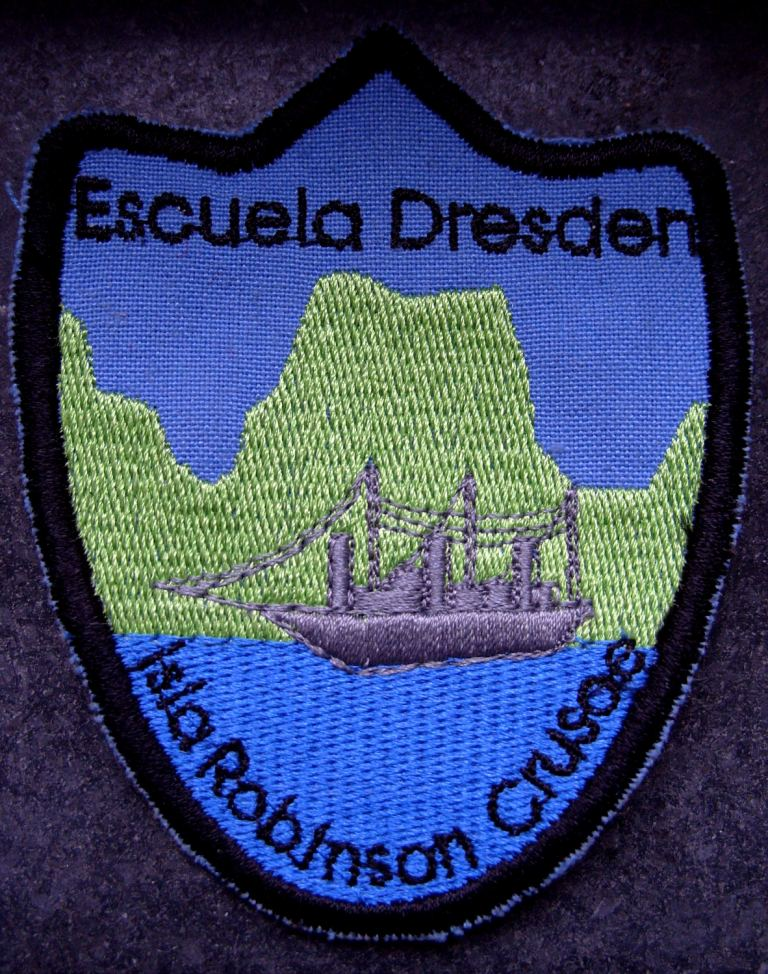
A helyi iskola felvarrója
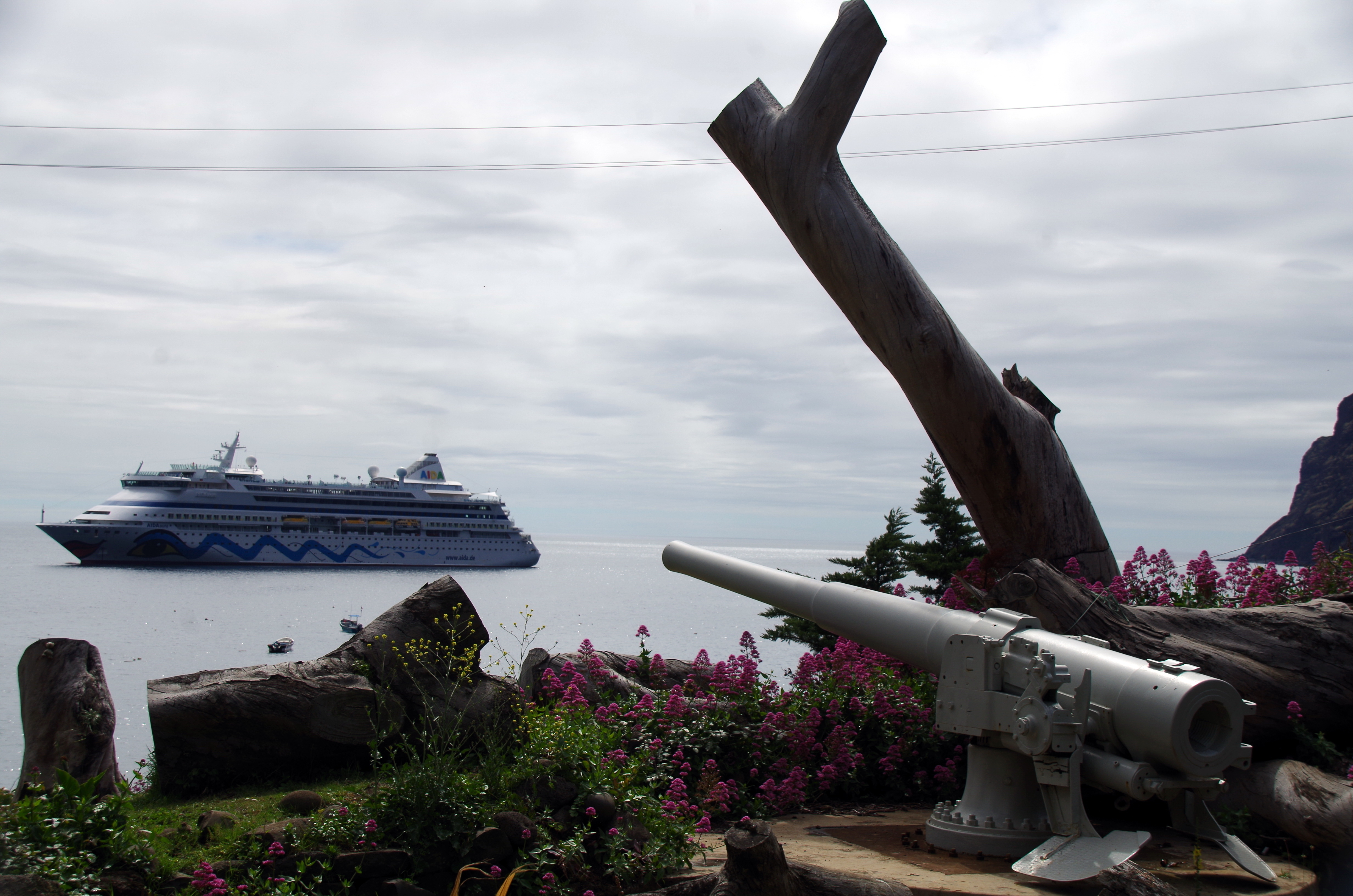
Kiállított löveg, a háttérben az AIDAaura óceánjáró
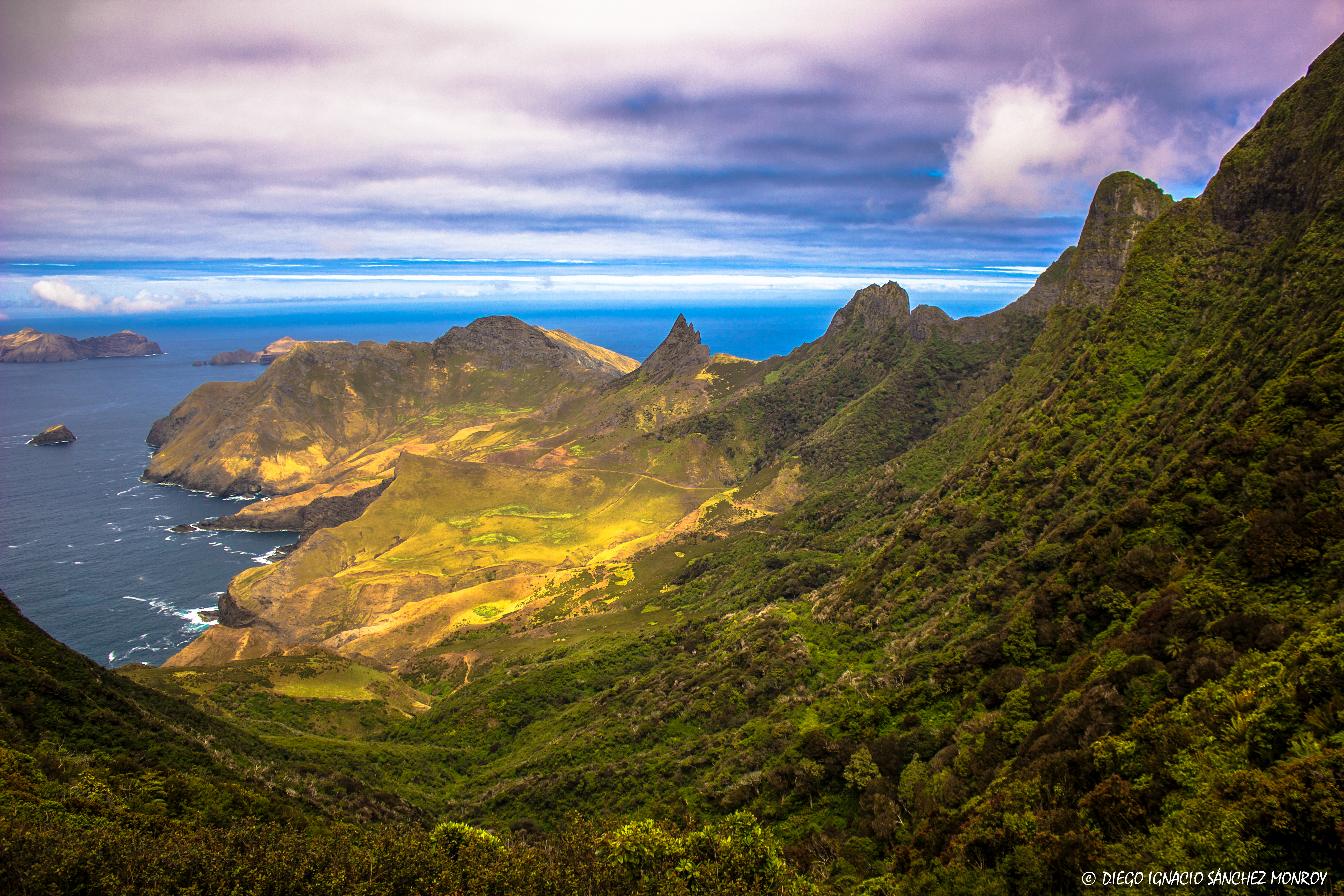
Naplemente

## Fordítás
Ez a szócikk részben vagy egészben  a   Robinson Crusoe (Insel) című német Wikipédia-szócikk ezen változatának fordításán alapul.  Az eredeti cikk szerkesztőit annak laptörténete sorolja fel. Ez a jelzés csupán a megfogalmazás eredetét és a szerzői jogokat jelzi, nem szolgál a cikkben szereplő információk forrásmegjelöléseként.

## Külső hivatkozások
- Terra X – Die Schatzinsel des Robinson Crusoe – Zdf.de (németül)